# Naxos (Sicília)
Naxos (en llatí Naxus, en grec antic Νάξος) era una antiga ciutat de Sicília a la costa est de l'illa entre Catana i Messana. Era a la desembocadura del Acesines al lloc on després es va construir Tauromènion.
Tots els autors antics coincideixen en dir que va ser la primera colònia grega a Sicília, i va ser fundada un any abans de Siracusa, el 736 aC, per colons de Calcis a Eubea, amb alguns jonis. Tucídides diu que el fundador de la ciutat s'anomenava Teocles o Tucles i el fa atenenc, però més endavant diu que la ciutat ve ser fundada únicament per calcidis, i en èpoques posteriors es va considerar així. El record de Naxos com la primera ciutat fundada a Sicília es va perpetuar amb la dedicació d'un altar sota l'advocació d'Apol·lo Arquegetes, el déu protector sota el que havien navegat els primers colons. Era costum, conservat fins i tot després de la destrucció de la ciutat, que tots els ambaixadors de missions sagrades que partien cap a Grècia o que tornaven d'allà, fessin un sacrifici en aquest altar, que es trobava a una certa distància de l'antiga ciutat. Segons Hel·lànic de Mitilene el nom de la ciutat li vindria perquè entre els primers colons hi havia habitants de l'illa de Naxos.
Al cap de poc temps van arribar a Naxos nous colons i Naxos es va expandir i va poder fundar una nova colònia que es va dir Leontins l'any 730 aC, fundació que va dirigir el mateix Teocles, i després la de Catana, fundada per Evarcos de Calcídia. Una altra colònia va ser Cal·lípolis, de localització incerta, i que va desaparèixer molt aviat.
Per Heròdot se sap que Hipòcrates de Gela la va conquerir entre els anys 498-491 aC que probablement la va sotmetre, i després va passar a Geló de Siracusa i al seu germà Hieró que en tenia el domini l'any 476 aC. En aquest any els habitants de Naxos i els de Catana van ser traslladats a Leontins i les dues ciutats es van repoblar amb colons d'altres llocs, diu Diodor de Sicília. Després de la mort de Hieró no apareix a les lluites que van seguir però sembla que va restaurar la seva antiga població calcídica igual que va passar a Catana (461 aC) i les tres ciutats calcídiques (Naxos, Catana i Leontins) apareixen unides i aliades contra Siracusa i altres ciutat dòriques.
El 427 aC quan Leontins va ser atacada per Siracusa, Catana i Naxos li van enviar ajut i quan va arribar l'expedició atenenca dirigida per Laques i Careades, Naxos va entrar immediatament a l'aliança, mentre que Messina, tradicional enemiga, era a l'altra bàndol.
Messina va atacar Naxos el 425 aC per mar i per terra però els habitants de la ciutat van reaccionar ràpidament i els van rebutjar. El 415 aC a la segona expedició atenenca Naxos es va aliar als atenencs i va rebre la flota a la ciutat. Naxos i Catana, segons Tucídides, van ser les úniques ciutats de l'illa que van fer costat als atenencs oferint-los-hi port i subministraments. Després del fracàs de l'expedició les ciutats calcídiques van haver de fer front a Siracusa però la guerra es va suspendre l'any 409 aC davant el perill cartaginès. Però el 403 aC Dionís el vell es va apoderar de la ciutat a traïció, i va vendre tots els habitants com a esclaus i va destruir muralles i edificis, cedint el territori als sículs veïns.
Els sículs van formar al territori rebut una nova ciutat que es va dir Mont Taurus que va créixer sobre la vella Naxos i va acabar portant el nom de Tauromènion cap a l'any 396 aC. Els sículs encara dominaven la ciutat uns anys després.
Els exiliats de Naxos formaven un grup considerable i el 394 aC van establir-se amb ajut de Rhegio a Mylae, però en van ser ràpidament expulsats per Messina i van acabar dispersos per tota Sicília fins que el 358 aC Andròmac, el pare de l'historiador Timeu, es va reunir de nou i es van establir a Tauromenion, que es va convertir en la ciutat grega successora de Naxos.
No queden restes de l'antiga ciutat. Actualment el lloc és anomenat Capo di Schisò, i està a prop del riu Alcantara; la ciutat moderna es diu Taormina.